# Трипільська волость
Трипільська волость — адміністративно-територіальна одиниця Київського повіту Київської губернії.
Станом на 1900 рік складалася з 10 поселень, серед них 1 містечко, 7 сіл та 2 хутори. Населення — 14374 осіб (7188 чоловічої статі та 7186 — жіночої).
|                     | Площа, десятин | У тому числі орної, десятин |
| ------------------- | -------------- | --------------------------- |
| Сільських громад    | 12685          |                             |
| Приватної власності | —              | —                           |
| Казенної власності  | —              | —                           |
| Іншої власності     | 408            |                             |
| Загалом             | 13093          | 7395                        |

Основні поселення волості:
- Містечко Трипілля —  за 50 верст від повітового міста, 5711 осіб, 1028 дворів, 3 православні церкви, 2 єврейські школи, однокласна парафіяльна школа, школа грамоти, аптека, аптечний склад, постоялий двір, готель, 2 винні лавки, лісопильний, чавуно-ливарний та механічний заводи, 2 водяні млини, 26 вітряків, 8 кузень..
- Дерев'яна - за 53 версти від повітового міста, 1309 осіб, 287 дворів, православна церква, школа грамоти, 8 вітряків, 2 кузні.
- Долина - за 55 верст від повітового міста, 1530 осіб, 296 дворів, православна церква, школа грамоти, 12 вітряків, водяний млин.
- Жуківці - за 53 версти від повітового міста, 2497 осіб, 514 дворів, православна церква, однокласна парафіяльна школа, 1 казенна винна лавка, 16 вітряків
- Злодіївка - за 48 верст від повітового міста, 990 осіб, 233 двори, 4 вітряки.
- Красне - за 55 верст від повітового міста, 962 особи, 194 двори, православна церква, однокласна парафіяльна школа, казенна винна лавка, водяний млин, кузня.